# Г. Бріґґз
Г. Бріґґз (ім'я невідоме) — англійський та французький тенісист кінця 19 століття; жив у Парижі і був членом клубу «Стад Франсе».

## Життєпис
Про його життя нічого невідомо, проте він вписав своє ім'я в історію тим, що став переможцем першого Відкритого чемпіонату Франції з тенісу, перемігши у фіналі П.Беньйо.

## Фінали турнірів Великого шолома
| Статус     | Рік  | Турнір               | Покриття | Суперник у фіналі | Рахунок у фіналі |
| Переможець | 1891 | French Championships | Трава    | П.Беньйо          | 6-3, 6-2         |